# Élections législatives canadiennes de 1841
Les élections législatives canadiennes de 1841 se sont déroulées du 19 février 1841 au 8 avril 1841 au Canada-Uni afin d'élire les députés de la 1re législature de l'Assemblée législative. 

## Chronologie
- 15 février 1841 : Proclamation annonçant les élections générales.
- 19 février 1841 : Émission des brefs.
- 8 avril 1841 : Retour des brefs.
- 14 juin 1841 : Ouverture de la 1re session de la 1re législature par le gouverneur Charles Edward Poulett Thomson.

## Résultats
| Tories    | Antiunionistes | Réformistes | Non affiliés |
| 32 sièges | 27 sièges      | 21 sièges   | 4 sièges     |

### Résultats par district électoral auCanada-Est
- Beauharnois : John William Dunscomb
- Bellechasse : Augustin-Guillaume Ruel
- Berthier : David Morrison Armstrong
- Bonaventure : John Robinson Hamilton
- Chambly : John Yule
- Champlain : René-Joseph Kimber
- Deux-Montagnes : Colin Robertson
- Dorchester : Antoine-Charles Taschereau
- Drummond : Robert Nugent Watts
- Gaspé : Robert Christie
- Huntingdon : Austin Cuvillier
- Kamouraska : Amable Berthelot
- Leinster : Jean-Moïse Raymond
- L'Islet : Étienne-Paschal Taché
- Lotbinière : Jean-Baptiste-Isaïe Noël
- Mégantic : Dominick Daly
- Missisquoi : Robert Jones
- Montmorency : Frédéric-Auguste Quesnel
- Cité de Montréal n° 1 : Benjamin Holmes
- Cité de Montréal n° 2 : George Moffat
- Comté de Montréal : Alexandre-Maurice Delisle
- Nicolet : Augustin-Norbert Morin
- Ottawa : Charles Dewey Day
- Portneuf : Thomas Cushing Aylwin
- Cité de Québec n° 1 : David Burnet
- Cité de Québec n° 2 : Henry Black
- Comté de Québec : John Neilson
- Richelieu : Denis-Benjamin Viger
- Rimouski  : Michel Borne
- Rouville : Melchior-Alphonse d'Irumberry de Salaberry
- Saguenay : Étienne Parent
- Saint-Hyacinthe : Thomas Boutillier
- Saint-Maurice : Joseph-Édouard Turcotte
- Shefford : Sewell Foster
- Cité de Sherbrooke : Edward Hale
- Comté de Sherbrooke : John Moore
- Stanstead : Marcus Child
- Terrebonne : Michael McCulloch
- Trois-Rivières : Charles Richard Ogden
- Vaudreuil : John Simpson
- Verchères : Henri Desrivières
- Yamaska : Joseph-Guillaume Barthe

### Résultats par district électoral auCanada-Ouest
- Brockville : George Sherwood
- Bytown : Stewart Derbishire
- Carleton : James Johnston
- Cornwall : Solomon Yeomans Chesley
- Dundas : John Cooke
- Durham : John Tucker Williams
- Essex : John Prince
- Frontenac : Henry Smith
- Glengarry : John Sandfield Macdonald
- Grenville : Samuel Crane
- Haldimand : David Thompson
- Halton East : Caleb Hopkins
- Halton West : James Durand
- Hamilton : Allan MacNab
- Hastings : Robert Baldwin
- Huron : James McGill Strachan
- Kent : Joseph Woods
- Kingston : Anthony Manahan
- Lanark : Malcolm Cameron
- Leeds : James Morris
- Lennox and Addington : John Solomon Cartwright
- Lincoln North : William Hamilton Merritt
- Lincoln South : David Thorburn
- London : Hamilton Hartley Killaly
- Middlesex : Thomas Parke
- Niagara : Edward C. Campbell
- Norfolk : Israel Wood Powell
- Northumberland North : John Gilchrist
- Northumberland South : George Morss Jukes Boswell
- Oxford  : Francis Hincks
- Prescott : Donald Macdonald
- Prince Edward : John Philip Roblin
- Russell : William Henry Draper
- Simcoe : Elmes Yelverton Steele
- Stormont : Alexander McLean
- Toronto n° 1 : Isaac Buchanan
- Toronto n° 2 : John Henry Dunn
- Wentworth : Harmannus Smith
- York n° 1 : James Hervey Price
- York n° 2 : George Duggan
- York n° 3 : James Edward Small
- York n° 4 : Louis-Hippolyte La Fontaine

## Sources
- Section historique du site de l'Assemblée nationale du Québec